# Neotartessus parvus
Neotartessus parvus är en insektsart som beskrevs av Evans 1966. Neotartessus parvus ingår i släktet Neotartessus och familjen dvärgstritar. Inga underarter finns listade i Catalogue of Life.